# Diego Novaretti
Diego Martín Novaretti (* 9. května 1985, La Palestina, Córdoba, Argentina) je argentinský fotbalový obránce, v současnosti působí v klubu SS Lazio. Hraje na postu stopera (středního obránce).

## Klubová kariéra
V Argentině hrál za Belgrano Córdoba, poté působil v mexickém klubu Deportivo Toluca, s nímž vyhrál v roce 2010 Clausuru mexické ligy Liga MX 2009/10.
V létě 2013 odešel jako volný hráč (čili zadarmo) do italského celku SS Lazio.